# Espulsione dello straniero
L'espulsione dello straniero è una facoltà dello Stato sovrano, esercitata nei confronti dei non cittadini cui non si voglia accordare la permanenza sul territorio nazionale. Negli Stati di diritto la relativa decisione è assunta ad un certo livello di giurisdizionalizzazione, in quanto alcuni diritti umani - come quello di impugnare una decisione amministrativa attinente alla libertà personale - sono riconosciuti dalle rispettive Costituzioni a tutti gli esseri umani, e non soltanto ai cittadini.

## Nell'ordinamento italiano
In Italia si tratta di una fattispecie disciplinata dall'art. 235 del codice penale. È ordinata quando lo straniero sia condannato alla reclusione per un tempo superiore a due anni o in genere ad una pena detentiva per un delitto contro la personalità dello Stato.
Il tentativo della legge Bossi-Fini di irrigidire la disciplina - con un'attenuazione delle garanzie giurisdizionali ed un'accentuazione delle potenzialità di operare per via amministrativa, direttamente ad opera della polizia, anche quando non si tratti di respingimento alla frontiera - comporta problemi di compatibilità con l'articolo 13 della Costituzione: già evidenziati dalla dottrina quando il testo del decreto era ancora in itinere, questi problemi sfociarono in alcune severe pronunce (nn. 222 e 223 del 2004) della Corte costituzionale. 
Con il D.L. 23/5/2008 n. 92 si prevede che il giudice ordini l'espulsione dello straniero ovvero l'allontanamento dal territorio dello Stato del cittadino appartenente ad uno Stato membro dell'UE, oltre che nei casi espressamente previsti dalla legge, quando il destinatario della misura sia condannato alla reclusione per un tempo superiore ai due anni.